# Blauschuppen-Zwerglippfisch
Der Blauschuppen-Zwerglippfisch (Cirrhilabrus cyanopleura) ist eine kleine Fischart aus der Familie der Lippfische, die im zentralen tropischen Indopazifik von den Similan-Inseln und der Weihnachtsinsel im Osten des Indischen Ozeans über Indonesien, die Philippinen, Palau und Taiwan bis zu den japanischen Ryūkyū-Inseln im Norden und dem Great Barrier Reef im Osten vorkommt.

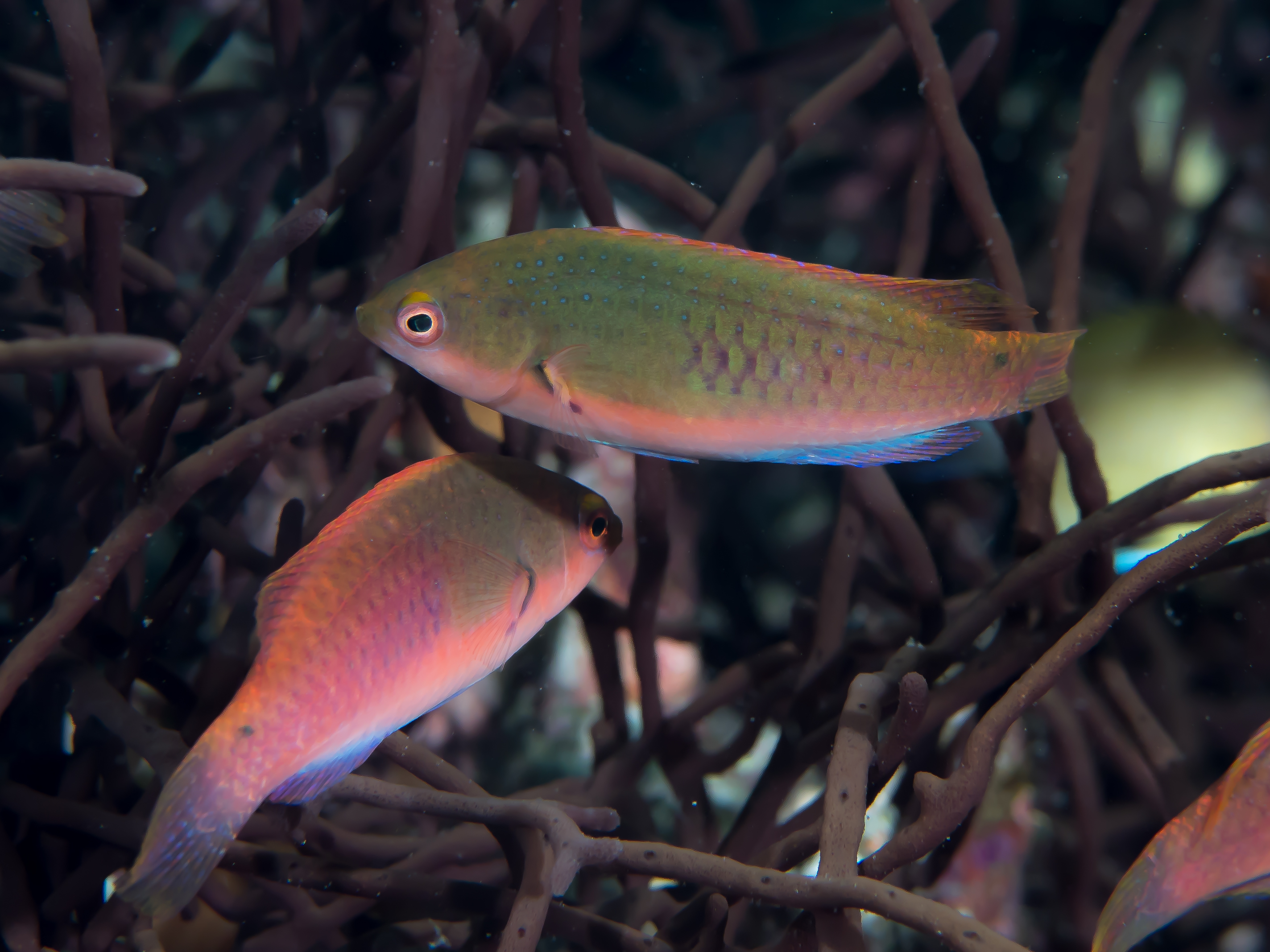
Weibchen

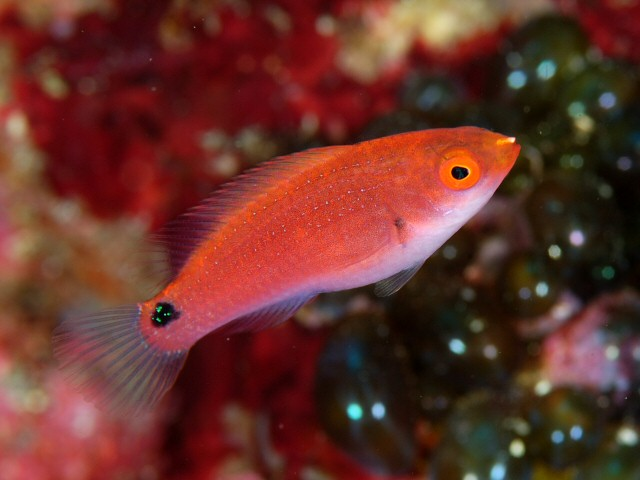
Jungfisch

## Merkmale
Der kleine Lippfisch erreicht eine Gesamtlänge von 15 cm. Der Blauschuppen-Zwerglippfisch ist relativ langgestreckt, die Gesamtlänge liegt beim 2,9- bis 3,4-fachen der Körperhöhe. Junge Weibchen sind rötlich mit einer weißlichen Bauchseite, einem kleinen, dunklen Fleck an der Brustflossenbasis und einem größeren schwarzen Fleck auf dem oberen Schwanzflossenstiel. Vor den Augen, im Nacken und im Rückenbereich des Vorderrumpfes befinden sich oft kleine rote oder blaue Punkte. Größere Weibchen verlieren die rötliche Färbung und werden, beginnend über der Brustflosse zunehmend grau, später olivfarben mit purpurnen Schuppenrändern im Bereich hinter den Brustflossen. Der schwarze Fleck auf dem Schwanzstiel wird klein oder verschwindet, der Fleck an der Brustflossenbasis entwickelt sich zu einem diagonal nach unten verlaufenden schwarzen Band. Bei den Männchen wird der Bereich oberhalb der Brustflossenbasis dunkel blaugrau und der Bereich darunter bei einigen Exemplaren gelb oder orangefarben. Der hintere Rumpfabschnitt ist rötlich mit dunkelvioletten Schuppenrändern. Der Kopf ist grün bis blaugrün; das untere Viertel des Kopfes und des Körpers ist weiß.
Die Schnauze ist kurz und stumpf. Die Maxillare reicht nach hinten bis zu einer gedachten senkrechten Linie zwischen der hinteren Nasenöffnung und dem Auge. Im vorderen Bereich des Oberkiefers liegen 3 Paare größerer Fangzähne, von denen die Zähne des dritten Paars gebogen und die längsten sind. Ein einzelnes Fangzahnpaar befindet sich im Unterkiefer. Zwischen den Fangzahnpaaren liegt eine einzeln Reihe kleiner, konische Zähne. Im Mundwinkel sind keine Zähne vorhanden. Die Zunge ist kurz und abgerundet. Der hintere Rand des Präoperculums ist gesägt. Wie alle Zwerglippfische der Tribus Pseudocheilini hat der Blauschuppen-Zwerglippfisch durch eine Hornhaut zweigeteilte Augen, so dass sie wie Bifocallinsen funktionieren. Die Seitenlinie ist unterbrochen. Die Basen von Rücken- und Afterflosse sind von Reihen verlängerter Schuppen eingefasst. Auf den Wangen befinden sich zwei Schuppenreihen. Die Schnauze, die Kopfunterseite und die Region zwischen den Augen sind unbeschuppt. Vor dem ersten Strahl der Rückenflosse liegen 6, in seltenen Fällen auch 5 Schuppen. Bei jungen Exemplaren ist die Schwanzflosse abgerundet, bei großen Männchen rhombisch. Die Bauchflossen ausgewachsener Männchen sind stark verlängert.
Morphometrie:
- Flossenformel: Dorsale IX/9; Anale III/9; Pectorale 15; Caudale 11.
- Schuppenformel: SL 15–17/5–8.
- Branchiostegalstrahlen 5.
- Kiemenrechen: 16–19.

## Lebensweise
Der Blauschuppen-Zwerglippfisch lebt in Schwärmen in Tiefen von 2 bis 30 Metern über Geröll- oder Sandböden mit einzelnen, kleinen Riffinseln oder über Seegraswiesen. In großen Korallenriffen ist er eher selten. Er ernährt sich von Zooplankton.